# 韩戊淑
韩戊淑（韓語：한무숙，1918年10月25日—1993年1月30日），號香庭（韓語：향정），韩国小说家。本貫清州韓氏，生于首尔。

## 简历
1918年10月25日生于首尔。1936年从釜山高等女子学院毕业，拥有绘画的才能。1937年为《东亚日报》绘制插画。
曾任国际笔会韩国本部理事，韩国中央博物馆会理事，韩国女流作家协会会长等职。

## 获奖经历
- 1957年 自由文学奖
- 1973年 申師任堂奖
- 1986年 大韩民国文学奖
- 1989年 3.1文学奖

## 主要作品
- 1956年、
- 1957年、
- 1963年、
- 1987年、
- 1959–1960年、
- 1984–1985年、（中譯本：《相會》，梁福善譯，華中科技大學出版社2016年）